# Lista de parlamentares do Rio de Janeiro
Esta é a Lista de parlamentares do Rio de Janeiro, na qual relacionamos a composição da bancada do respectivo estado a partir do seu status federativo após o fim do Estado Novo em 1945 conforme os arquivos do Senado Federal, Câmara dos Deputados e do Tribunal Superior Eleitoral, ressalvando que mandatos exercidos via suplência serão citados apenas mediante morte, impedimento ou renúncia dos titulares ou nas hipóteses citadas no Art. 56 – I da Constituição.

## Organização das listas
A organização desta página remete ao fato que a história da cidade do Rio de Janeiro esteve separada do estado homônimo desde a escolha da primeira como capital do Brasil Colônia em 1763, cabendo ao Governo Regencial separá-los juridicamente via Ato Adicional promulgado em 12 de agosto de 1834. Criado o Município Neutro ele tornou-se uma unidade federativa à parte e com a Proclamação da República do Brasil em 15 de novembro de 1889, foi estabelecido o Distrito Federal enquanto o estado do Rio de Janeiro passou a ter Niterói como capital. Com a mudança da capital federal para Brasília em 21 de abril de 1960, o antigo Distrito Federal foi transformado no estado da Guanabara cuja existência durou até a fusão com o estado do Rio de Janeiro em 15 de março de 1975 no Governo Ernesto Geisel.
Na confecção das tabelas a seguir foi observada a grafia do nome parlamentar adotado por cada um dos representantes do estado no Congresso Nacional, e quanto à ordem dos parlamentares foi observado o critério do número de mandatos e caso estes coincidam será observado o primeiro ano em que cada parlamentar foi eleito e, havendo nova coincidência, usa-se a ordem alfabética.

## Relação dos senadores eleitos

### ‎‎Distrito Federal (1889-1960)
| Senadores eleitos    | Naturalidade              | Mandatos | Ano da eleição | Notas      | Referências |
| -------------------- | ------------------------- | -------- | -------------- | ---------- | ----------- |
| Hamilton Nogueira    | Campos dos Goytacazes, RJ | 1        | 1945           |            |             |
| Luís Carlos Prestes  | Porto Alegre, RS          | 1        | 1945           | [ nota 2 ] | [ 9 ]       |
| Mário Ramos          | Rio de Janeiro, RJ        | 1        | 1947           |            |             |
| Alencastro Guimarães | São Sebastião do Caí, RS  | 1        | 1950           |            |             |
| Mozart Lago          | Nova Friburgo, RJ         | 1        | 1950           | [ nota 3 ] |             |
| Caiado de Castro     | Rio de Janeiro, RJ        | 1        | 1954           | [ nota 4 ] |             |
| Gilberto Marinho     | Pelotas, RS               | 1        | 1954           | [ nota 4 ] |             |
| Afonso Arinos        | Belo Horizonte, MG        | 1        | 1958           | [ nota 5 ] |             |
| Fontes:              |                           |          |                |            |             |

### Guanabara
| Senadores eleitos | Naturalidade   | Mandatos | Ano da eleição | Notas                 | Referências |
| ----------------- | -------------- | -------- | -------------- | --------------------- | ----------- |
| Danton Jobim      | Avaré, SP      | 2        | 1970, 1974     | [ nota 6 ] [ nota 7 ] |             |
| Gilberto Marinho  | Pelotas, RS    | 1        | 1962           |                       |             |
| Aurélio Viana     | Maceió, AL     | 1        | 1962           |                       | [ 10 ]      |
| Mário Martins     | Petrópolis, RJ | 1        | 1966           | [ nota 8 ]            | [ 11 ]      |
| Benjamin Farah    | Corumbá, MS    | 1        | 1970           | [ nota 9 ]            |             |
| Nelson Carneiro   | Salvador, BA   | 1        | 1970           | [ nota 9 ]            | [ 12 ]      |
| Fontes:           |                |          |                |                       |             |

### Rio de Janeiro
| Senadores eleitos   | Naturalidade              | Mandatos | Ano da eleição   | Notas                  | Referências          |
| ------------------- | ------------------------- | -------- | ---------------- | ---------------------- | -------------------- |
| Saturnino Braga     | Rio de Janeiro, RJ        | 3        | 1974, 1982, 1998 | [ nota 10 ]            | [ 13 ]               |
| Sá Tinoco           | Itaperuna, RJ             | 2        | 1947, 1950       |                        |                      |
| Vasconcelos Torres  | Campos dos Goytacazes, RJ | 2        | 1962, 1970       |                        |                      |
| Amaral Peixoto      | Rio de Janeiro, RJ        | 2        | 1970, 1978       | [ nota 11 ]            |                      |
| Nelson Carneiro     | Salvador, BA              | 2        | 1978, 1986       |                        | [ 12 ]               |
| Marcelo Crivella    | Rio de Janeiro, RJ        | 2        | 2002, 2010       | [ nota 12 ]            | [ 14 ]               |
| Romário             | Rio de Janeiro, RJ        | 2        | 2014, 2022       |                        | [ 15 ] [ 16 ]        |
| Alfredo Neves       | Barra Mansa, RJ           | 1        | 1945             |                        |                      |
| Pereira Pinto       | Campos dos Goytacazes, RJ | 1        | 1945             |                        |                      |
| Paulo Fernandes     | Porto Alegre, RS          | 1        | 1954             |                        |                      |
| Tarcísio Miranda    | Campos dos Goytacazes, RJ | 1        | 1954             |                        |                      |
| Miguel Couto Filho  | Rio de Janeiro, RJ        | 1        | 1958             |                        |                      |
| Aarão Steinbruch    | Santa Maria, RS           | 1        | 1962             | [ nota 13 ]            | [ 17 ]               |
| Paulo Torres        | Cantagalo, RJ             | 1        | 1966             |                        |                      |
| Afonso Arinos       | Belo Horizonte, MG        | 1        | 1986             | [ nota 5 ] [ nota 14 ] |                      |
| Darcy Ribeiro       | Montes Claros, MG         | 1        | 1990             | [ nota 15 ]            |                      |
| Artur da Távola     | Rio de Janeiro, RJ        | 1        | 1994             |                        | [ 18 ] [ 19 ]        |
| Benedita da Silva   | Rio de Janeiro, RJ        | 1        | 1994             | [ nota 16 ]            |                      |
| Sérgio Cabral Filho | Rio de Janeiro, RJ        | 1        | 2002             | [ nota 17 ]            | [ 20 ]               |
| Francisco Dornelles | Belo Horizonte, MG        | 1        | 2006             | [ nota 18 ]            | [ 21 ]               |
| Lindbergh Farias    | João Pessoa, PB           | 1        | 2010             |                        |                      |
| Arolde de Oliveira  | São Luís Gonzaga, RS      | 1        | 2018             | [ nota 19 ]            | [ 22 ] [ 23 ] [ 24 ] |
| Flávio Bolsonaro    | Resende, RJ               | 1        | 2018             |                        | [ 22 ]               |
| Fontes:             |                           |          |                  |                        |                      |

## Relação dos deputados federais eleitos

### ‎‎Distrito Federal (1889-1960)
| Deputados federais eleitos | Naturalidade                    | Mandatos | Ano da eleição         | Notas                  | Referências         |
| -------------------------- | ------------------------------- | -------- | ---------------------- | ---------------------- | ------------------- |
| Benjamin Farah             | Corumbá, MS                     | 4        | 1945, 1950, 1954, 1958 | [ nota 4 ]             |                     |
| Gurgel do Amaral           | Rio de Janeiro, RJ              | 4        | 1945, 1950, 1954, 1958 | [ nota 4 ]             |                     |
| José Romero                | Rio de Janeiro, RJ              | 2        | 1945, 1950             |                        |                     |
| Ruy Almeida                | São Luís, MA                    | 2        | 1945, 1950             |                        |                     |
| Segadas Viana              | Rio de Janeiro, RJ              | 2        | 1945, 1950             |                        |                     |
| Breno da Silveira          | Mamanguape, PB                  | 2        | 1950, 1958             | [ nota 4 ]             |                     |
| Danton Coelho              | Porto Alegre, RS                | 2        | 1950, 1954             |                        |                     |
| Lopo Coelho                | Uruguaiana, RS                  | 2        | 1950, 1954             |                        |                     |
| Lutero Vargas              | São Borja, RS                   | 2        | 1950, 1954             |                        |                     |
| Adauto Lúcio Cardoso       | Curvelo, MG                     | 2        | 1954, 1958             | [ nota 4 ]             |                     |
| Chagas Freitas             | Rio de Janeiro, RJ              | 2        | 1954, 1958             | [ nota 4 ]             |                     |
| Carlos Lacerda             | Vassouras, RJ                   | 2        | 1954, 1958             | [ nota 4 ]             |                     |
| Cardoso de Menezes         | Campinas, SP                    | 2        | 1954, 1958             | [ nota 4 ]             |                     |
| Mário Martins              | Petrópolis, RJ                  | 2        | 1954, 1958             | [ nota 4 ]             |                     |
| Rubens Berardo             | Recife, PE                      | 2        | 1954, 1958             | [ nota 4 ]             |                     |
| Sérgio Magalhães           | Recife, PE                      | 2        | 1954, 1958             | [ nota 4 ]             |                     |
| Antônio José da Silva      | Mar de Espanha, MG              | 1        | 1945                   |                        |                     |
| Barreto Pinto              | São Borja, RS                   | 1        | 1945                   | [ nota 20 ]            |                     |
| Batista Neto               | Fortaleza, CE                   | 1        | 1945                   | [ nota 2 ] [ nota 21 ] | [ 9 ] [ 25 ] [ 26 ] |
| Benício Fontenele          | Itaocara, RJ                    | 1        | 1945                   |                        |                     |
| Euclides Figueiredo        | Rio de Janeiro, RJ              | 1        | 1945                   |                        |                     |
| Hermes Lima                | Livramento de Nossa Senhora, BA | 1        | 1945                   |                        |                     |
| João Amazonas              | Belém, PA                       | 1        | 1945                   | [ nota 2 ]             | [ 9 ] [ 25 ] [ 26 ] |
| Jonas de Moraes Correia    | Parnaíba, PI                    | 1        | 1945                   |                        |                     |
| Jurandir Pires             | Rio de Janeiro, RJ              | 1        | 1945                   |                        |                     |
| Maurício Grabois           | Salvador, BA                    | 1        | 1945                   | [ nota 2 ]             | [ 9 ] [ 25 ] [ 26 ] |
| Paulo Baeta Neves          | Conselheiro Lafaiete, MG        | 1        | 1945                   |                        |                     |
| Vargas Neto                | São Borja, RS                   | 1        | 1945                   |                        |                     |
| Edson Passos               | Carangola, MG                   | 1        | 1950                   |                        |                     |
| Heitor Beltrão             | Recife, PE                      | 1        | 1950                   |                        |                     |
| Jorge Jabour               | Leopoldina, MG                  | 1        | 1950                   |                        |                     |
| Luís da Gama Filho         | Rio de Janeiro, RJ              | 1        | 1950                   |                        |                     |
| Mário Altino               | Recife, PE                      | 1        | 1950                   |                        |                     |
| Maurício Joppert           | Rio de Janeiro, RJ              | 1        | 1950                   |                        |                     |
| Moura Brasil               | Rio de Janeiro, RJ              | 1        | 1950                   |                        |                     |
| Roberto Morena             | Rio de Janeiro, RJ              | 1        | 1950                   |                        |                     |
| Bruzzi de Mendonça         | Rio de Janeiro, RJ              | 1        | 1954                   |                        |                     |
| Frota Aguiar               | Camocim, CE                     | 1        | 1954                   |                        |                     |
| Georges Galvão             | Rio de Janeiro, RJ              | 1        | 1954                   |                        |                     |
| João Machado               | Rio de Janeiro, RJ              | 1        | 1954                   |                        |                     |
| Odilon Braga               | Guarani, MG                     | 1        | 1954                   |                        |                     |
| Eloy Dutra                 | Rio de Janeiro, RJ              | 1        | 1958                   | [ nota 4 ]             |                     |
| Hamilton Nogueira          | Campos dos Goytacazes, RJ       | 1        | 1958                   | [ nota 4 ]             |                     |
| Lício Hauer                | Rio de Janeiro, RJ              | 1        | 1958                   | [ nota 4 ]             |                     |
| Mendes de Moraes           | Rio de Janeiro, RJ              | 1        | 1958                   | [ nota 4 ]             |                     |
| Menezes Cortes             | Rio de Janeiro, RJ              | 1        | 1958                   | [ nota 4 ]             |                     |
| Nelson Carneiro            | Salvador, BA                    | 1        | 1958                   | [ nota 4 ]             | [ 12 ]              |
| Waldir Simões              | Nova Iguaçu, RJ                 | 1        | 1958                   | [ nota 4 ]             |                     |
| Fontes:                    |                                 |          |                        |                        |                     |

### Guanabara
| Deputados federais eleitos  | Naturalidade              | Mandatos | Ano da eleição         | Notas                   | Referências   |
| --------------------------- | ------------------------- | -------- | ---------------------- | ----------------------- | ------------- |
| Amaral Netto                | Niterói, RJ               | 4        | 1962, 1966, 1970, 1974 | [ nota 9 ]              |               |
| Cardoso de Menezes          | Campinas, SP              | 3        | 1962, 1966, 1970       |                         |               |
| Flexa Ribeiro               | Belém, PA                 | 3        | 1966, 1970, 1974       | [ nota 9 ]              |               |
| Pedro Faria                 | Rio de Janeiro, RJ        | 3        | 1966, 1970, 1974       | [ nota 9 ]              |               |
| Rubem Medina                | Rio de Janeiro, RJ        | 3        | 1966, 1970, 1974       | [ nota 9 ]              |               |
| Adauto Lúcio Cardoso        | Curvelo, MG               | 2        | 1962, 1966             |                         |               |
| Breno da Silveira           | Mamanguape, PB            | 2        | 1962, 1966             | [ nota 22 ]             | [ 11 ]        |
| Chagas Freitas              | Rio de Janeiro, RJ        | 2        | 1962, 1966             |                         |               |
| Jamil Amiden                | Corumbá, MS               | 2        | 1962, 1966             | [ nota 13 ]             | [ 17 ]        |
| Nelson Carneiro             | Salvador, BA              | 2        | 1962, 1966             |                         | [ 12 ]        |
| Rubens Berardo              | Recife, PE                | 2        | 1962, 1970             | [ nota 23 ]             |               |
| Waldir Simões               | Nova Iguaçu, RJ           | 2        | 1962, 1966             | [ nota 22 ]             | [ 11 ]        |
| Erasmo Martins Pedro        | Rio de Janeiro, RJ        | 2        | 1966, 1974             | [ nota 9 ]              |               |
| Lopo Coelho                 | Uruguaiana, RS            | 2        | 1966, 1970             |                         |               |
| Reinaldo Santana            | Viçosa, MG                | 2        | 1966, 1970             |                         |               |
| Alcir Pimenta               | Rio de Janeiro, RJ        | 2        | 1970, 1974             | [ nota 9 ]              |               |
| Célio Borja                 | Rio de Janeiro, RJ        | 2        | 1970, 1974             | [ nota 9 ]              |               |
| Emílio Nina Ribeiro         | Rio de Janeiro, RJ        | 2        | 1970, 1974             | [ nota 9 ]              |               |
| Florim Coutinho             | Rio de Janeiro, RJ        | 2        | 1970, 1974             | [ nota 9 ]              |               |
| José Bonifácio              | Rio de Janeiro, RJ        | 2        | 1970, 1974             | [ nota 9 ]              |               |
| J. G. de Araújo Jorge       | Tarauacá, AC              | 2        | 1970, 1974             | [ nota 9 ]              |               |
| Léo Simões                  | Santos Dumont, MG         | 2        | 1970, 1974             | [ nota 9 ]              |               |
| Lysâneas Maciel             | Patos de Minas, MG        | 2        | 1970, 1974             | [ nota 9 ] [ nota 24 ]  | [ 27 ]        |
| Marcelo Medeiros            | Juiz de Fora, MG          | 2        | 1970, 1974             | [ nota 9 ]              |               |
| Miro Teixeira               | Rio de Janeiro, RJ        | 2        | 1970, 1974             | [ nota 9 ]              |               |
| Aliomar Baleeiro            | Salvador, BA              | 1        | 1962                   | [ nota 25 ]             |               |
| Arnaldo Nogueira            | Franca, SP                | 1        | 1962                   |                         |               |
| Benedito Cerqueira          | [ nota 26 ]               | 1        | 1962                   | [ nota 27 ]             | [ 28 ]        |
| Benjamin Farah              | Corumbá, MS               | 1        | 1962                   |                         |               |
| Eloy Dutra                  | Rio de Janeiro, RJ        | 1        | 1962                   | [ nota 27 ]             | [ 28 ]        |
| Garcia Filho                | Uruguaiana, RS            | 1        | 1962                   | [ nota 27 ]             | [ 28 ]        |
| Hamilton Nogueira           | Campos dos Goytacazes, RJ | 1        | 1962                   |                         |               |
| Juarez Távora               | Jaguaribe, CE             | 1        | 1962                   |                         |               |
| Leonel Brizola              | Carazinho, RS             | 1        | 1962                   | [ nota 27 ] [ nota 28 ] | [ 28 ]        |
| Marco Antônio Coelho        | Belo Horizonte, MG        | 1        | 1962                   | [ nota 27 ]             | [ 28 ]        |
| Max da Costa Santos         | Rio de Janeiro, RJ        | 1        | 1962                   | [ nota 27 ]             | [ 28 ]        |
| Sérgio Magalhães            | Recife, PE                | 1        | 1962                   | [ nota 27 ]             | [ 28 ]        |
| Gonzaga da Gama Filho       | Rio de Janeiro, RJ        | 1        | 1966                   | [ nota 29 ]             |               |
| Hermano Alves               | Niterói, RJ               | 1        | 1966                   | [ nota 30 ]             | [ 29 ]        |
| José Colagrossi             | Itapuí, SP                | 1        | 1966                   | [ nota 22 ]             | [ 30 ]        |
| Márcio Moreira Alves        | Rio de Janeiro, RJ        | 1        | 1966                   | [ nota 30 ]             | [ 29 ] [ 31 ] |
| Rafael de Almeida Magalhães | Belo Horizonte, MG        | 1        | 1966                   |                         |               |
| Raul Brunini                | Rio Claro, SP             | 1        | 1966                   | [ nota 13 ]             | [ 17 ]        |
| Veiga Brito                 | Rio de Janeiro, RJ        | 1        | 1966                   |                         |               |
| Alcir Pimenta               | Rio de Janeiro, RJ        | 1        | 1970                   |                         |               |
| Bezerra de Norões           | Humaitá, AM               | 1        | 1970                   |                         |               |
| Osnelli Martinelli          | Corumbá, MS               | 1        | 1970                   |                         |               |
| Álvaro Valle                | Rio de Janeiro, RJ        | 1        | 1974                   | [ nota 9 ]              |               |
| Daniel Silva                | Rio de Janeiro, RJ        | 1        | 1974                   | [ nota 9 ]              |               |
| Francisco Studart           | Fortaleza, CE             | 1        | 1974                   | [ nota 9 ]              |               |
| Hélio de Almeida            | Rio de Janeiro, RJ        | 1        | 1974                   | [ nota 9 ]              |               |
| Jorge Luís Moura            | Rio de Janeiro, RJ        | 1        | 1974                   | [ nota 9 ]              |               |
| José Maria de Carvalho      | Rio de Janeiro, RJ        | 1        | 1974                   | [ nota 9 ]              |               |
| Lygia Lessa Bastos          | Rio de Janeiro, RJ        | 1        | 1974                   | [ nota 9 ]              |               |
| Mac Dowell de Castro        | Rio de Janeiro, RJ        | 1        | 1974                   | [ nota 9 ]              |               |
| Rubem Dourado               | Irecê, BA                 | 1        | 1974                   | [ nota 9 ]              |               |
| Fontes:                     |                           |          |                        |                         |               |

### Rio de Janeiro
| Deputados federais eleitos | Naturalidade                 | Mandatos | Ano da eleição                                             | Notas                  | Referências          |
| -------------------------- | ---------------------------- | -------- | ---------------------------------------------------------- | ---------------------- | -------------------- |
| Simão Sessim               | Rio de Janeiro, RJ           | 10       | 1978, 1982, 1986, 1990, 1994, 1998, 2002, 2006, 2010, 2014 |                        |                      |
| Miro Teixeira              | Rio de Janeiro, RJ           | 9        | 1978, 1986, 1990, 1994, 1998, 2002, 2006, 2010, 2014       |                        |                      |
| Arolde de Oliveira         | São Luís Gonzaga, RS         | 8        | 1986, 1990, 1994, 1998, 2002, 2006, 2010, 2014             |                        |                      |
| Jandira Feghali            | Curitiba, PR                 | 8        | 1990, 1994, 1998, 2002, 2010, 2014, 2018, 2022             |                        | [ 32 ]               |
| Daso Coimbra               | Rio de Janeiro, RJ           | 7        | 1962, 1966, 1970, 1974, 1978, 1982, 1986                   |                        |                      |
| Jair Bolsonaro             | Glicério, SP                 | 7        | 1990, 1994, 1998, 2002, 2006, 2010, 2014                   | [ nota 31 ]            |                      |
| José Maurício              | Campos dos Goytacases, RJ    | 6        | 1974, 1978, 1982, 1986, 1990, 1994                         |                        |                      |
| Rubem Medina               | Rio de Janeiro, RJ           | 6        | 1978, 1982, 1986, 1990, 1994, 1998                         |                        |                      |
| Roberto Jefferson          | Petrópolis, RJ               | 6        | 1982, 1986, 1990, 1994, 1998, 2002                         | [ nota 32 ]            | [ 33 ]               |
| Benedita da Silva          | Rio de Janeiro, RJ           | 6        | 1986, 1990, 2010, 2014, 2018, 2022                         |                        | [ 34 ]               |
| Rodrigo Maia               | Santiago, Chile              | 6        | 1998, 2002, 2006, 2010, 2014, 2018                         |                        |                      |
| Brígido Tinoco             | Niterói, RJ                  | 5        | 1945, 1950, 1958, 1970, 1974                               |                        |                      |
| Getúlio de Moura           | Itaguaí, RJ                  | 5        | 1945, 1950, 1954, 1962, 1966                               | [ nota 22 ]            | [ 30 ]               |
| Bocaiuva Cunha             | Rio de Janeiro, RJ           | 5        | 1958, 1962, 1982, 1986, 1990                               | [ nota 33 ]            | [ 28 ]               |
| Alair Ferreira             | Sacramento, MG               | 5        | 1970, 1974, 1978, 1982, 1986                               | [ nota 34 ]            |                      |
| Osmar Leitão               | São Gonçalo, RJ              | 5        | 1970, 1974, 1978, 1982, 1986                               |                        |                      |
| Álvaro Valle               | Rio de Janeiro, RJ           | 5        | 1978, 1982, 1986, 1990, 1994                               | [ nota 35 ]            |                      |
| Francisco Dornelles        | Belo Horizonte, MG           | 5        | 1986, 1990, 1994, 1998, 2002                               |                        | [ 21 ]               |
| Carlos Santana             | Vila Velha, ES               | 5        | 1990, 1994, 1998, 2002, 2006                               |                        |                      |
| Alexandre Cardoso          | Duque de Caxias, RJ          | 5        | 1994, 1998, 2002, 2006, 2010                               | [ nota 36 ]            | [ 35 ] [ 36 ]        |
| Alexandre Santos           | São Gonçalo, RJ              | 5        | 1994, 1998, 2002, 2006, 2010                               |                        |                      |
| Luiz Sérgio                | Angra dos Reis, RJ           | 5        | 1998, 2002, 2006, 2010, 2014                               |                        |                      |
| Chico Alencar              | Rio de Janeiro, RJ           | 5        | 2002, 2006, 2010, 2014, 2022                               |                        |                      |
| Hugo Leal                  | Ouro Fino, MG                | 5        | 2006, 2010, 2014, 2018, 2022                               |                        |                      |
| Celso Peçanha              | Campos dos Goytacazes, RJ    | 4        | 1950, 1954, 1978, 1982                                     |                        |                      |
| Edilberto Castro           | Quissamã, RJ                 | 4        | 1950, 1954, 1958, 1962                                     |                        |                      |
| José Pedroso               | Salvador, BA                 | 4        | 1950, 1954, 1958, 1962                                     |                        |                      |
| Tenório Cavalcanti         | Palmeira dos Índios, AL      | 4        | 1950, 1954, 1958, 1962                                     | [ nota 37 ]            | [ 37 ]               |
| Raimundo Padilha           | Fortaleza, CE                | 4        | 1954, 1958, 1962, 1966                                     |                        |                      |
| Adolfo Oliveira            | Petrópolis, RJ               | 4        | 1962, 1966, 1970, 1986                                     |                        |                      |
| Amaral Netto               | Niterói, RJ                  | 4        | 1982, 1986, 1990, 1994                                     | [ nota 38 ]            |                      |
| Ronaldo Cezar Coelho       | Rio de Janeiro, RJ           | 4        | 1986, 1994, 1998, 2002                                     |                        |                      |
| Fernando Lopes             | Rio de Janeiro, RJ           | 4        | 1990, 1994, 2002, 2006                                     |                        |                      |
| Nelson Bornier             | Rio de Janeiro, RJ           | 4        | 1990, 1994, 2002, 2006                                     |                        |                      |
| Édson Ezequiel             | Recife, PE                   | 4        | 1994, 2002, 2006, 2010                                     |                        |                      |
| Fernando Gabeira           | Juiz de Fora, MG             | 4        | 1994, 1998, 2002, 2006                                     |                        |                      |
| Laura Carneiro             | Rio de Janeiro, RJ           | 4        | 1994, 1998, 2002, 2022                                     |                        |                      |
| Jorge Bittar               | Santos, SP                   | 4        | 1998, 2002, 2006, 2010                                     |                        |                      |
| Paulo Feijó                | Santa Maria Madalena, RJ     | 4        | 1998, 2002, 2010, 2014                                     |                        |                      |
| Eduardo Cunha              | Rio de Janeiro, RJ           | 4        | 2002, 2006, 2010, 2014                                     | [ nota 39 ]            | [ 38 ] [ 39 ]        |
| Júlio Lopes                | Rio de Janeiro, RJ           | 4        | 2002, 2010, 2014, 2022                                     |                        |                      |
| Leonardo Picciani          | Nilópolis, RJ                | 4        | 2002, 2006, 2010, 2014                                     |                        |                      |
| Áureo Ribeiro              | Duque de Caxias, RJ          | 4        | 2010, 2014, 2018, 2022                                     |                        |                      |
| Glauber Braga              | Nova Friburgo, RJ            | 4        | 2010, 2014, 2018, 2022                                     |                        |                      |
| Pedro Paulo                | Rio de Janeiro, RJ           | 4        | 2010, 2014, 2018, 2022                                     |                        |                      |
| Amaral Peixoto             | Rio de Janeiro, RJ           | 3        | 1945, 1962, 1966                                           |                        |                      |
| Saturnino Braga            | Campos dos Goytacazes, RJ    | 3        | 1950, 1954, 1958                                           | [ nota 40 ]            |                      |
| Augusto de Gregório        | Paraíba do Sul, RJ           | 3        | 1954, 1958, 1962                                           |                        |                      |
| Afonso Celso               | Campos dos Goytacazes, RJ    | 3        | 1958, 1962, 1966                                           |                        |                      |
| Mário Tamborindeguy        | Pelotas, RS                  | 3        | 1958, 1962, 1966                                           |                        |                      |
| Ário Teodoro               | Rio de Janeiro, RJ           | 3        | 1962, 1970, 1974                                           |                        |                      |
| José Sally                 | Itaocara, RJ                 | 3        | 1966, 1970, 1974                                           |                        |                      |
| Luís de Araújo Braz        | Itaocara, RJ                 | 3        | 1966, 1970, 1974                                           |                        |                      |
| José Peixoto Filho         | Rio de Janeiro, RJ           | 3        | 1970, 1974, 1978                                           |                        |                      |
| Walter da Silva            | Campos dos Goytacazes, RJ    | 3        | 1970, 1974, 1978                                           |                        |                      |
| Darcílio Ayres             | Nova Iguaçu, RJ              | 3        | 1974, 1978, 1982                                           |                        |                      |
| Leônidas Sampaio           | Petrópolis, RJ               | 3        | 1974, 1978, 1982                                           |                        |                      |
| Moreira Franco             | Teresina, PI                 | 3        | 1974, 1994, 2002                                           |                        |                      |
| Brandão Monteiro           | Rosário, MA                  | 3        | 1982, 1986, 1990                                           |                        |                      |
| José Carlos Coutinho       | Taubaté, SP                  | 3        | 1986, 1990, 1998                                           |                        |                      |
| Vivaldo Barbosa            | Manhumirim, MG               | 3        | 1986, 1990, 1998                                           |                        |                      |
| Aldir Cabral               | Rio de Janeiro, RJ           | 3        | 1990, 1994, 1998                                           |                        |                      |
| Francisco Silva            | Cunha, SP                    | 3        | 1990, 1994, 1998                                           |                        |                      |
| João Mendes                | Alagoa Grande, PB            | 3        | 1990, 1994, 1998                                           |                        |                      |
| Lindbergh Farias           | João Pessoa, PB              | 3        | 1994, 2002, 2022                                           | [ nota 41 ]            |                      |
| Deley                      | Volta Redonda, RJ            | 3        | 2002, 2006, 2014                                           |                        |                      |
| Chico d'Ângelo             | Campos dos Goytacazes, RJ    | 3        | 2006, 2014, 2018                                           |                        |                      |
| Felipe Bornier             | Nova Iguaçu, RJ              | 3        | 2006, 2010, 2014                                           |                        |                      |
| Otavio Leite               | Aracaju, SE                  | 3        | 2006, 2010, 2014                                           |                        |                      |
| Alessandro Molon           | Belo Horizonte, MG           | 3        | 2010, 2014, 2018                                           |                        |                      |
| Jean Wyllys                | Alagoinhas, BA               | 3        | 2010, 2014, 2018                                           | [ nota 42 ]            | [ 40 ] [ 41 ]        |
| Altineu Côrtes             | Niterói, RJ                  | 3        | 2014, 2018, 2022                                           |                        |                      |
| Rosângela Gomes            | Rio de Janeiro, RJ           | 3        | 2014, 2018, 2022                                           |                        |                      |
| Soraya Santos              | Macaé, RJ                    | 3        | 2014, 2018, 2022                                           |                        |                      |
| Sóstenes Cavalcante        | Maceió, AL                   | 3        | 2014, 2018, 2022                                           |                        |                      |
| Abelardo Mata              | Rio de Janeiro, RJ           | 2        | 1945, 1950                                                 |                        |                      |
| Carlos Pinto Filho         | Porciúncula, RJ              | 2        | 1945, 1954                                                 |                        |                      |
| Miguel Couto Filho         | Rio de Janeiro, RJ           | 2        | 1945, 1950                                                 |                        |                      |
| Prado Kelly                | Niterói, RJ                  | 2        | 1945, 1954                                                 |                        |                      |
| Soares Filho               | Vassouras, RJ                | 2        | 1945, 1950                                                 |                        |                      |
| Salo Brand                 | Rio de Janeiro, RJ           | 2        | 1950, 1958                                                 |                        |                      |
| Aarão Steinbruch           | Santa Maria, RS              | 2        | 1954, 1958                                                 |                        |                      |
| Heli Ribeiro Gomes         | Campos dos Goytacazes, RJ    | 2        | 1958, 1962                                                 |                        |                      |
| Paiva Muniz                | Macaé, RJ                    | 2        | 1958, 1962                                                 | [ nota 33 ]            | [ 28 ]               |
| Edésio Nunes               | Rio de Janeiro, RJ           | 2        | 1962, 1966                                                 | [ nota 22 ]            | [ 11 ]               |
| Emanuel Waismann           | Rio de Janeiro, RJ           | 2        | 1962, 1974                                                 |                        |                      |
| Dayl de Almeida            | Rio de Janeiro, RJ           | 2        | 1966, 1970                                                 |                        |                      |
| Rozendo de Souza           | Lavras, MG                   | 2        | 1966, 1970                                                 |                        |                      |
| Alberto Lavinas            | Três Rios, RJ                | 2        | 1970, 1974                                                 |                        |                      |
| Hamilton Xavier            | Niterói, RJ                  | 2        | 1970, 1982                                                 |                        |                      |
| José Haddad                | Nova Iguaçu, RJ              | 2        | 1970, 1974                                                 |                        |                      |
| Eduardo Galil              | Trajano de Moraes, RJ        | 2        | 1974, 1982                                                 |                        |                      |
| Hydekel de Freitas         | Porciúncula, RJ              | 2        | 1974, 1978                                                 | [ nota 43 ]            |                      |
| Joel Lima                  | Manhumirim, MG               | 2        | 1974, 1978                                                 |                        |                      |
| Osvaldo Lima               | Rio de Janeiro, RJ           | 2        | 1974, 1978                                                 |                        |                      |
| Délio dos Santos           | Rio de Janeiro, RJ           | 2        | 1978, 1982                                                 |                        |                      |
| J. G. de Araújo Jorge      | Tarauacá, AC                 | 2        | 1978, 1982                                                 |                        |                      |
| Jorge Cury                 | Niterói, RJ                  | 2        | 1978, 1982                                                 |                        |                      |
| José Frejat                | Cururupu, MA                 | 2        | 1978, 1982                                                 |                        |                      |
| Lázaro de Carvalho         | São Sebastião do Paraíso, MG | 2        | 1978, 1982                                                 |                        |                      |
| Léo Simões                 | Santos Dumont, MG            | 2        | 1978, 1982                                                 |                        |                      |
| Marcelo Medeiros           | Juiz de Fora, MG             | 2        | 1978, 1982                                                 |                        |                      |
| Márcio Macedo              | Três Rios, RJ                | 2        | 1978, 1982                                                 |                        |                      |
| Saramago Pinheiro          | Niterói, RJ                  | 2        | 1978, 1982                                                 |                        |                      |
| Aloysio Teixeira           | Rio de Janeiro, RJ           | 2        | 1982, 1986                                                 | [ nota 44 ]            |                      |
| Denisar Arneiro            | Três Rios, RJ                | 2        | 1982, 1986                                                 |                        |                      |
| Gustavo de Faria           | Rio de Janeiro, RJ           | 2        | 1982, 1986                                                 | [ nota 45 ]            |                      |
| Jorge Leite                | Rio de Janeiro, RJ           | 2        | 1982, 1986                                                 |                        |                      |
| Marcio Braga               | Rio de Janeiro, RJ           | 2        | 1982, 1986                                                 |                        |                      |
| Artur da Távola            | Rio de Janeiro, RJ           | 2        | 1986, 1990                                                 |                        |                      |
| Cesar Maia                 | Rio de Janeiro, RJ           | 2        | 1986, 1990                                                 |                        |                      |
| Edmilson Valentim          | Rio de Janeiro, RJ           | 2        | 1986, 2006                                                 |                        |                      |
| Fábio Raunheitti           | Nova Iguaçu, RJ              | 2        | 1986, 1990                                                 | [ nota 46 ]            | [ 42 ]               |
| Flavio Palmier da Veiga    | Niterói, RJ                  | 2        | 1986, 1990                                                 |                        |                      |
| Luiz Salomão               | Rio de Janeiro, RJ           | 2        | 1986, 1990                                                 |                        |                      |
| Paulo Ramos                | Rio de Janeiro, RJ           | 2        | 1986, 2018                                                 |                        |                      |
| Sandra Cavalcanti          | Belém, PA                    | 2        | 1986, 1990                                                 |                        | [ 43 ]               |
| Vladimir Palmeira          | Maceió, AL                   | 2        | 1986, 1990                                                 |                        |                      |
| Carlos Alberto Campista    | Campos dos Goytacazes, RJ    | 2        | 1990, 1994                                                 |                        |                      |
| Cidinha Campos             | São Paulo, SP                | 2        | 1990, 1994                                                 |                        |                      |
| José Egídio                | Itaperuna, RJ                | 2        | 1990, 1994                                                 |                        |                      |
| Laprovita Vieira           | Vassouras, RJ                | 2        | 1990, 1994                                                 |                        |                      |
| Márcia Cibilis Viana       | Porto Alegre, RS             | 2        | 1990, 1994                                                 |                        |                      |
| Roberto Campos             | Cuiabá, MT                   | 2        | 1990, 1994                                                 | [ nota 47 ]            | [ 44 ]               |
| Sérgio Arouca              | Ribeirão Preto, SP           | 2        | 1990, 1994                                                 |                        |                      |
| Eurico Miranda             | Rio de Janeiro, RJ           | 2        | 1994, 1998                                                 |                        |                      |
| Fernando Gonçalves         | Nova Iguaçu, RJ              | 2        | 1994, 1998                                                 |                        |                      |
| Jorge Wilson de Matos      | Rio de Janeiro, RJ           | 2        | 1994, 1998                                                 |                        |                      |
| Márcio Fortes              | Belo Horizonte, MG           | 2        | 1994, 1998                                                 |                        |                      |
| Milton Temer               | Rio de Janeiro, RJ           | 2        | 1994, 1998                                                 |                        |                      |
| Silvio Lopes               | Rio de Janeiro, RJ           | 2        | 1994, 2006                                                 |                        |                      |
| Almerinda de Carvalho      | Campos dos Goytacazes, RJ    | 2        | 1998, 2002                                                 |                        |                      |
| Carlos Rodrigues           | Rio de Janeiro, RJ           | 2        | 1998, 2002                                                 | [ nota 48 ]            | [ 45 ] [ 33 ] [ 46 ] |
| Eduardo Paes               | Rio de Janeiro, RJ           | 2        | 1998, 2002                                                 |                        |                      |
| Heleno de Lima             | Campina Grande, PB           | 2        | 1998, 2002                                                 |                        |                      |
| Paulo Baltazar             | Rio de Janeiro, RJ           | 2        | 1998, 2002                                                 |                        |                      |
| Bernardo Ariston           | Rio de Janeiro, RJ           | 2        | 2002, 2006                                                 |                        |                      |
| Sandro Matos               | São João de Meriti, RJ       | 2        | 2002, 2006                                                 |                        |                      |
| Adilson Soares             | Muniz Freire, ES             | 2        | 2006, 2010                                                 |                        |                      |
| Andreia Zito               | Duque de Caxias, RJ          | 2        | 2006, 2010                                                 |                        |                      |
| Edson Santos               | Rio de Janeiro, RJ           | 2        | 2006, 2010                                                 |                        |                      |
| Filipe Pereira             | Rio de Janeiro, RJ           | 2        | 2006, 2010                                                 |                        |                      |
| Indio da Costa             | Rio de Janeiro, RJ           | 2        | 2006, 2014                                                 |                        |                      |
| Neilton Mulim              | Rio de Janeiro, RJ           | 2        | 2006, 2010                                                 | [ nota 49 ]            | [ 47 ]               |
| Francisco Floriano         | Rio de Janeiro, RJ           | 2        | 2010, 2014                                                 |                        |                      |
| Marcelo Matos              | São João de Meriti, RJ       | 2        | 2010, 2014                                                 |                        |                      |
| Sergio Zveiter             | Niterói, RJ                  | 2        | 2010, 2014                                                 |                        |                      |
| Washington Reis            | Duque de Caxias, RJ          | 2        | 2010, 2014                                                 |                        |                      |
| Alexandre Serfiotis        | Porto Real, RJ               | 2        | 2014, 2018                                                 | [ nota 50 ]            | [ 48 ] [ 49 ]        |
| Clarissa Garotinho         | Campos dos Goytacazes, RJ    | 2        | 2014, 2018                                                 |                        |                      |
| Marcos Soares              | Rio de Janeiro, RJ           | 2        | 2014, 2022                                                 |                        |                      |
| Carlos Jordy               | Niterói, RJ                  | 2        | 2018, 2022                                                 |                        |                      |
| Chiquinho Brazão           | Rio de Janeiro, RJ           | 2        | 2018, 2022                                                 | [ nota 51 ]            | [ 50 ] [ 51 ]        |
| Chris Tonietto             | Rio de Janeiro, RJ           | 2        | 2018, 2022                                                 |                        |                      |
| Daniela Carneiro           | Italva, RJ                   | 2        | 2018, 2022                                                 | [ nota 52 ]            |                      |
| Gutemberg Reis             | Duque de Caxias, RJ          | 2        | 2018, 2022                                                 |                        |                      |
| Hélio Lopes                | Rio de Janeiro, RJ           | 2        | 2018, 2022                                                 |                        |                      |
| Juninho do Pneu            | Nova Iguaçu, RJ              | 2        | 2018, 2022                                                 | [ nota 53 ]            | [ 48 ] [ 49 ]        |
| Luiz Antonio Teixeira      | Rio de Janeiro, RJ           | 2        | 2018, 2022                                                 |                        |                      |
| Luiz Lima                  | Rio de Janeiro, RJ           | 2        | 2018, 2022                                                 |                        |                      |
| Otoni de Paula             | Niterói, RJ                  | 2        | 2018, 2022                                                 |                        |                      |
| Talíria Petrone            | Niterói, RJ                  | 2        | 2018, 2022                                                 |                        |                      |
| Acúrcio Torres             | Cantagalo, RJ                | 1        | 1945                                                       |                        |                      |
| Alcides Sabença            | Barra do Piraí, RJ           | 1        | 1945                                                       | [ nota 2 ] [ nota 54 ] | [ 9 ] [ 25 ] [ 26 ]  |
| Bastos Tavares             | Campos dos Goytacazes, RJ    | 1        | 1945                                                       |                        |                      |
| Claudino Silva             | Natividade, RJ               | 1        | 1945                                                       | [ nota 2 ]             | [ 9 ] [ 25 ] [ 26 ]  |
| Eduardo Duvivier           | Rio de Janeiro, RJ           | 1        | 1945                                                       |                        |                      |
| Heitor Collet              | São Fidélis, RJ              | 1        | 1945                                                       |                        |                      |
| José Leomil                | Niterói, RJ                  | 1        | 1945                                                       |                        |                      |
| Paulo Fernandes            | Porto Alegre, RS             | 1        | 1945                                                       |                        |                      |
| Romão Júnior               | Magé, RJ                     | 1        | 1945                                                       |                        |                      |
| Carlos Roberto             | Rio de Janeiro, RJ           | 1        | 1950                                                       |                        |                      |
| Flávio Castrioto           | Niterói, RJ                  | 1        | 1950                                                       |                        |                      |
| Galdino do Vale            | Trajano de Moraes, RJ        | 1        | 1950                                                       |                        |                      |
| Hélio de Macedo Soares     | Rio de Janeiro, RJ           | 1        | 1950                                                       |                        |                      |
| Osvaldo Fonseca            | Valença, RJ                  | 1        | 1950                                                       |                        |                      |
| Paranhos de Oliveira       | São Luís Gonzaga, RS         | 1        | 1950                                                       |                        |                      |
| Agenor Barcelos Feio       | São Borja, RS                | 1        | 1954                                                       |                        |                      |
| Alberto Torres             | Niterói, RJ                  | 1        | 1954                                                       |                        |                      |
| Arino de Matos             | Araruama, RJ                 | 1        | 1954                                                       |                        |                      |
| Bartolomeu Lisandro        | Campos dos Goytacazes, RJ    | 1        | 1954                                                       |                        |                      |
| Jonas Bahiense             | Cachoeiro de Itapemirim, ES  | 1        | 1954                                                       |                        |                      |
| José Alves                 | Campos dos Goytacazes, RJ    | 1        | 1954                                                       |                        |                      |
| Moacir Azevedo             | Cambuci, RJ                  | 1        | 1958                                                       |                        |                      |
| Pereira Pinto              | Campos dos Goytacazes, RJ    | 1        | 1958                                                       |                        |                      |
| Vasconcelos Torres         | Campos dos Goytacazes, RJ    | 1        | 1958                                                       |                        |                      |
| Adão Pereira Nunes         | Campos dos Goytacazes, RJ    | 1        | 1962                                                       | [ nota 33 ]            | [ 28 ]               |
| Demistoclides Batista      | Cachoeiro de Itapemirim, ES  | 1        | 1962                                                       | [ nota 33 ]            | [ 28 ]               |
| Geremias Fontes            | São Gonçalo, RJ              | 1        | 1962                                                       |                        |                      |
| Saturnino Braga            | Rio de Janeiro, RJ           | 1        | 1962                                                       |                        | [ 13 ]               |
| Altair Lima                | Rio de Janeiro, RJ           | 1        | 1966                                                       |                        |                      |
| Edgar de Almeida           | Santo Antônio de Pádua, RJ   | 1        | 1966                                                       |                        |                      |
| Glênio Martins             | Rio de Janeiro, RJ           | 1        | 1966                                                       | [ nota 55 ]            | [ 52 ]               |
| José Maria Ribeiro         | Natividade, RJ               | 1        | 1966                                                       | [ nota 22 ]            | [ 11 ]               |
| Júlia Steinbruch           | Rio de Janeiro, RJ           | 1        | 1966                                                       | [ nota 56 ]            | [ 53 ]               |
| Mário de Abreu             | Rio de Janeiro, RJ           | 1        | 1966                                                       |                        |                      |
| Paulo Biar                 | Rio de Janeiro, RJ           | 1        | 1966                                                       |                        |                      |
| Rockfeller de Lima         | Campos dos Goytacazes, RJ    | 1        | 1966                                                       |                        |                      |
| Sadi Bogado                | Nova Friburgo, RJ            | 1        | 1966                                                       | [ nota 22 ]            | [ 11 ]               |
| José da Silva Barros       | Juazeiro do Norte, CE        | 1        | 1970                                                       |                        |                      |
| Márcio Paes                | Campos dos Goytacazes, RJ    | 1        | 1970                                                       |                        |                      |
| Moacir Chiesse             | Barra Mansa, RJ              | 1        | 1970                                                       |                        |                      |
| Abdon Gonçalves            | São João de Meriti, RJ       | 1        | 1974                                                       |                        |                      |
| Milton Steinbruch          | Rio de Janeiro, RJ           | 1        | 1974                                                       |                        |                      |
| Alcir Pimenta              | Rio de Janeiro, RJ           | 1        | 1978                                                       |                        |                      |
| Amâncio Azevedo            | Nova Friburgo, RJ            | 1        | 1978                                                       | [ nota 57 ]            |                      |
| Benjamin Farah             | Corumbá, MS                  | 1        | 1978                                                       | [ nota 58 ]            |                      |
| Célio Borja                | Rio de Janeiro, RJ           | 1        | 1978                                                       |                        |                      |
| Daniel Silva               | Rio de Janeiro, RJ           | 1        | 1978                                                       |                        |                      |
| Edson Khair                | Rio de Janeiro, RJ           | 1        | 1978                                                       |                        |                      |
| Erasmo Martins Pedro       | Rio de Janeiro, RJ           | 1        | 1978                                                       | [ nota 59 ]            |                      |
| Felipe Pena                | Belo Horizonte, MG           | 1        | 1978                                                       |                        |                      |
| Florim Coutinho            | Rio de Janeiro, RJ           | 1        | 1978                                                       |                        |                      |
| Joel Vivas                 | Magé, RJ                     | 1        | 1978                                                       |                        |                      |
| Jorge Gama                 | Rio de Janeiro, RJ           | 1        | 1978                                                       |                        |                      |
| José Maria de Carvalho     | Rio de Janeiro, RJ           | 1        | 1978                                                       |                        |                      |
| José Torres                | Itaboraí, RJ                 | 1        | 1978                                                       |                        |                      |
| Lygia Lessa Bastos         | Rio de Janeiro, RJ           | 1        | 1978                                                       |                        |                      |
| Mac Dowell de Castro       | Rio de Janeiro, RJ           | 1        | 1978                                                       |                        |                      |
| Marcelo Cerqueira          | Rio de Janeiro, RJ           | 1        | 1978                                                       |                        |                      |
| Modesto da Silveira        | Uberlândia, MG               | 1        | 1978                                                       |                        |                      |
| Paulo Rattes               | Petrópolis, RJ               | 1        | 1978                                                       |                        | [ 54 ]               |
| Paulo Torres               | Cantagalo, RJ                | 1        | 1978                                                       |                        |                      |
| Pedro Faria                | Rio de Janeiro, RJ           | 1        | 1978                                                       |                        |                      |
| Rubem Dourado              | Irecê, BA                    | 1        | 1978                                                       |                        |                      |
| Agnaldo Timóteo            | Caratinga, MG                | 1        | 1982                                                       |                        | [ 55 ] [ 56 ]        |
| Arildo Teles               | Aracaju, SE                  | 1        | 1982                                                       |                        |                      |
| Carlos Peçanha             | Campos dos Goytacazes, RJ    | 1        | 1982                                                       |                        |                      |
| Celso Peçanha              | Campos dos Goytacazes, RJ    | 1        | 1982                                                       |                        |                      |
| Clemir Ramos               | Rio de Janeiro, RJ           | 1        | 1982                                                       |                        |                      |
| Fernando Carvalho          | Rio de Janeiro, RJ           | 1        | 1982                                                       |                        |                      |
| Figueiredo Filho           | Rio Grande do Sul, RS        | 1        | 1982                                                       |                        |                      |
| Francisco Studart          | Fortaleza, CE                | 1        | 1982                                                       |                        |                      |
| Jacques d'Ornellas         | São Borja, RS                | 1        | 1982                                                       |                        |                      |
| Jiulio Caruso              | Volta Redonda, RJ            | 1        | 1982                                                       | [ nota 60 ]            |                      |
| José Colagrossi            | Itapuí, SP                   | 1        | 1982                                                       |                        |                      |
| José Eudes                 | Parnamirim, PE               | 1        | 1982                                                       |                        |                      |
| Mário Juruna               | Barra do Garças, MT          | 1        | 1982                                                       |                        |                      |
| Sebastião Ataíde           | Araruna, PB                  | 1        | 1982                                                       |                        |                      |
| Sebastião Nery             | Jaguaquara, BA               | 1        | 1982                                                       |                        |                      |
| Walter Casanova            | Sant'Ana do Livramento, RS   | 1        | 1982                                                       |                        |                      |
| Wilmar Palis               | Uberaba, MG                  | 1        | 1982                                                       |                        |                      |
| Ana Maria Rattes           | Rio de Janeiro, RJ           | 1        | 1986                                                       |                        |                      |
| Carlos Alberto Caó         | Salvador, BA                 | 1        | 1986                                                       |                        |                      |
| Edésio Frias               | Moreno, PE                   | 1        | 1986                                                       |                        |                      |
| Feres Nader                | Bananal, SP                  | 1        | 1986                                                       | [ nota 61 ]            | [ 57 ] [ 58 ]        |
| José Luiz de Sá            | Volta Redonda, RJ            | 1        | 1986                                                       |                        | [ 59 ]               |
| Juarez Antunes             | Estrela Dalva, MG            | 1        | 1986                                                       | [ nota 62 ]            |                      |
| Lysâneas Maciel            | Patos de Minas, MG           | 1        | 1986                                                       |                        |                      |
| Messias Soares             | Belo Horizonte, MG           | 1        | 1986                                                       |                        |                      |
| Noel de Carvalho           | Resende, RJ                  | 1        | 1986                                                       | [ nota 62 ]            |                      |
| Osvaldo Almeida            | Campos dos Goytacazes, RJ    | 1        | 1986                                                       |                        |                      |
| Roberto Augusto            | Três Lagoas, MS              | 1        | 1986                                                       |                        |                      |
| Roberto d'Ávila            | São Paulo, SP                | 1        | 1986                                                       | [ nota 63 ]            |                      |
| Sotero Cunha               | Natal, RN                    | 1        | 1986                                                       |                        |                      |
| Carlos Lupi                | Campinas, SP                 | 1        | 1990                                                       |                        |                      |
| Jamil Haddad               | Rio de Janeiro, RJ           | 1        | 1990                                                       |                        |                      |
| José Vicente Brizola       | Porto Alegre, RS             | 1        | 1990                                                       |                        | [ 60 ]               |
| Junot Abi-Ramia            | Rio de Janeiro, RJ           | 1        | 1990                                                       |                        |                      |
| Paulo de Almeida           | Rio de Janeiro, RJ           | 1        | 1990                                                       |                        |                      |
| Paulo Portugal             | Bom Jesus do Itabapoana, RJ  | 1        | 1990                                                       |                        |                      |
| Regina Gordilho            | Salvador, BA                 | 1        | 1990                                                       |                        | [ 61 ]               |
| Sérgio Cury                | Rio de Janeiro, RJ           | 1        | 1990                                                       |                        |                      |
| Sidney de Miguel           | Araçatuba, SP                | 1        | 1990                                                       |                        |                      |
| Wanda Reis                 | Rio de Janeiro, RJ           | 1        | 1990                                                       |                        |                      |
| Candinho Matos             | São João de Meriti, RJ       | 1        | 1994                                                       |                        |                      |
| Eduardo Mascarenhas        | Rio de Janeiro, RJ           | 1        | 1994                                                       |                        |                      |
| Itamar Serpa               | Vitória, ES                  | 1        | 1994                                                       |                        | [ 62 ]               |
| José Carlos Lacerda        | Rio de Janeiro, RJ           | 1        | 1994                                                       |                        |                      |
| Maria da Conceição Tavares | Anadia, Portugal             | 1        | 1994                                                       |                        | [ 63 ]               |
| Noel de Oliveira           | Resende, RJ                  | 1        | 1994                                                       |                        |                      |
| Procópio Lima Neto         | Belo Horizonte, MG           | 1        | 1994                                                       |                        |                      |
| Ronaldo Santos             | Rio de Janeiro, RJ           | 1        | 1994                                                       |                        |                      |
| Vanessa Felippe            | Rio de Janeiro, RJ           | 1        | 1994                                                       |                        |                      |
| Ayrton Xerez               | Rio de Janeiro, RJ           | 1        | 1998                                                       |                        |                      |
| Cornélio Ribeiro           | Carmo, RJ                    | 1        | 1998                                                       |                        |                      |
| Coronel Garcia             | Rio de Janeiro, RJ           | 1        | 1998                                                       |                        |                      |
| Dino Fernandes             | Rio de Janeiro, RJ           | 1        | 1998                                                       |                        |                      |
| Eber Silva                 | Rio de Janeiro, RJ           | 1        | 1998                                                       |                        |                      |
| Iédio Rosa                 | São Pedro da Aldeia, RJ      | 1        | 1998                                                       |                        |                      |
| João Sampaio               | Niterói, RJ                  | 1        | 1998                                                       |                        |                      |
| Luisinho Oliveira          | Rio de Janeiro, RJ           | 1        | 1998                                                       |                        |                      |
| Luís Ribeiro               | Teresópolis, RJ              | 1        | 1998                                                       |                        |                      |
| Matos Nascimento           | Rio de Janeiro, RJ           | 1        | 1998                                                       |                        |                      |
| Miriam Reid                | Macaé, RJ                    | 1        | 1998                                                       |                        |                      |
| Valdeci Paiva              | Hidrolândia, CE              | 1        | 1998                                                       |                        |                      |
| Wanderley Martins          | São Gonçalo, RJ              | 1        | 1998                                                       |                        |                      |
| Almir Moura                | Rio de Janeiro, RJ           | 1        | 2002                                                       |                        |                      |
| André Luís Silva           | Rio de Janeiro, RJ           | 1        | 2002                                                       |                        |                      |
| Antônio Carlos Biscaia     | Curitiba, PR                 | 1        | 2002                                                       |                        |                      |
| Denise Frossard            | Carangola, MG                | 1        | 2002                                                       |                        |                      |
| Elaine Costa               | Rio de Janeiro, RJ           | 1        | 2002                                                       |                        |                      |
| João Mendes de Jesus       | Aurelino Leal, BA            | 1        | 2002                                                       |                        |                      |
| José Divino                | Rio Negro, MS                | 1        | 2002                                                       |                        |                      |
| Josias Quintal             | Santo Antônio de Pádua, RJ   | 1        | 2002                                                       |                        |                      |
| Maria Lúcia                | Rio de Janeiro, RJ           | 1        | 2002                                                       | [ nota 41 ]            |                      |
| Reinaldo Betão             | Duque de Caxias, RJ          | 1        | 2002                                                       |                        |                      |
| Renato Cozzolino           | Rio de Janeiro, RJ           | 1        | 2002                                                       |                        |                      |
| Vieira Reis                | Camaçari, BA                 | 1        | 2002                                                       |                        |                      |
| Arnaldo Viana              | Campos dos Goytacazes, RJ    | 1        | 2006                                                       |                        |                      |
| Brizola Neto               | Porto Alegre, RS             | 1        | 2006                                                       |                        |                      |
| Cida Diogo                 | Volta Redonda, RJ            | 1        | 2006                                                       |                        |                      |
| Geraldo Pudim              | Campos dos Goytacazes, RJ    | 1        | 2006                                                       |                        |                      |
| Leandro Sampaio            | Petrópolis, RJ               | 1        | 2006                                                       |                        |                      |
| Léo Vivas                  | Maraú, BA                    | 1        | 2006                                                       |                        |                      |
| Manoel Ferreira            | Arapiraca, AL                | 1        | 2006                                                       |                        |                      |
| Marcelo Itagiba            | Rio de Janeiro, RJ           | 1        | 2006                                                       |                        |                      |
| Marina Maggessi            | Rio de Janeiro, RJ           | 1        | 2006                                                       |                        |                      |
| Rogerio Lisboa             | Nova Iguaçu, RJ              | 1        | 2006                                                       |                        |                      |
| Solange Almeida            | Porto Alegre, RS             | 1        | 2006                                                       |                        |                      |
| Solange Amaral             | Rio de Janeiro, RJ           | 1        | 2006                                                       |                        |                      |
| Suely Silva                | Ilhéus, BA                   | 1        | 2006                                                       |                        |                      |
| Vinicius Carvalho          | Rio de Janeiro, RJ           | 1        | 2006                                                       | [ nota 64 ]            |                      |
| Adrian Ramos               | Macaé, RJ                    | 1        | 2010                                                       |                        |                      |
| Alfredo Sirkis             | Rio de Janeiro, RJ           | 1        | 2010                                                       |                        | [ 64 ]               |
| Aluizio dos Santos Junior  | Macaé, RJ                    | 1        | 2010                                                       | [ nota 49 ]            | [ 47 ]               |
| Anthony Garotinho          | Campos dos Goytacazes, RJ    | 1        | 2010                                                       |                        |                      |
| Jorge Zoinho               | Volta Redonda, RJ            | 1        | 2010                                                       |                        |                      |
| Liliam Sá                  | Rio de Janeiro, RJ           | 1        | 2010                                                       |                        |                      |
| Paulo César Almeida        | Cabo Frio, RJ                | 1        | 2010                                                       |                        |                      |
| Rodrigo Bethlem            | Rio de Janeiro, RJ           | 1        | 2010                                                       |                        |                      |
| Romário                    | Rio de Janeiro, RJ           | 1        | 2010                                                       |                        |                      |
| Stepan Nercessian          | Cristalina, GO               | 1        | 2010                                                       |                        |                      |
| Vitor Paulo                | Niterói, RJ                  | 1        | 2010                                                       |                        |                      |
| Walney Rocha               | Nova Iguaçu, RJ              | 1        | 2010                                                       |                        |                      |
| Alexandre Valle            | Rio de Janeiro, RJ           | 1        | 2014                                                       |                        |                      |
| Cabo Daciolo               | Florianópolis, SC            | 1        | 2014                                                       |                        |                      |
| Celso Pansera              | São Valentim, RS             | 1        | 2014                                                       |                        |                      |
| Cristiane Brasil           | Rio de Janeiro, RJ           | 1        | 2014                                                       |                        |                      |
| Ezequiel Teixeira          | Rio de Janeiro, RJ           | 1        | 2014                                                       |                        |                      |
| Fabiano Horta              | Rio de Janeiro, RJ           | 1        | 2014                                                       |                        |                      |
| Fernando Jordão            | Angra dos Reis, RJ           | 1        | 2014                                                       |                        |                      |
| João Ferreira Neto         | Rio de Janeiro, RJ           | 1        | 2014                                                       |                        |                      |
| Luiz Carlos Ramos          | Rio de Janeiro, RJ           | 1        | 2014                                                       |                        |                      |
| Marco Antônio Cabral       | Rio de Janeiro, RJ           | 1        | 2014                                                       |                        |                      |
| Roberto Sales              | Rio de Janeiro, RJ           | 1        | 2014                                                       |                        |                      |
| Antônio Furtado            | Rio de Janeiro, RJ           | 1        | 2018                                                       |                        |                      |
| Christino Áureo            | Macaé, RJ                    | 1        | 2018                                                       |                        |                      |
| Daniel Silveira            | Petrópolis, RJ               | 1        | 2018                                                       |                        |                      |
| Fabiana Souza              | Rio de Janeiro, RJ           | 1        | 2018                                                       |                        |                      |
| Felício Laterça            | Campos dos Goytacazes, RJ    | 1        | 2018                                                       |                        |                      |
| Flordelis                  | Rio de Janeiro, RJ           | 1        | 2018                                                       | [ nota 65 ]            | [ 65 ] [ 66 ]        |
| Gelson Azevedo             | Rio de Janeiro, RJ           | 1        | 2018                                                       |                        |                      |
| João Carlos Gurgel         | Nova Iguaçu, RJ              | 1        | 2018                                                       |                        |                      |
| Joziel Ferreira            | São João de Meriti, RJ       | 1        | 2018                                                       |                        |                      |
| Lourival Gomes             | Rio Bonito, RJ               | 1        | 2018                                                       |                        |                      |
| Luiz Antônio Corrêa        | Rio de Janeiro, RJ           | 1        | 2018                                                       |                        |                      |
| Marcelo Calero             | Rio de Janeiro, RJ           | 1        | 2018                                                       |                        |                      |
| Marcelo Freixo             | São Gonçalo, RJ              | 1        | 2018                                                       | [ nota 66 ]            |                      |
| Márcio Labre               | Rio de Janeiro, RJ           | 1        | 2018                                                       |                        |                      |
| Paulo Ganime               | Rio de Janeiro, RJ           | 1        | 2018                                                       |                        |                      |
| Vinicius Farah             | Três Rios, RJ                | 1        | 2018                                                       |                        |                      |
| Wagner Montes              | Duque de Caxias, RJ          | 1        | 2018                                                       | [ nota 67 ]            | [ 67 ]               |
| Wladimir Garotinho         | Campos dos Goytacazes, RJ    | 1        | 2018                                                       | [ nota 68 ]            |                      |
| Alexandre Ramagem          | Rio de Janeiro, RJ           | 1        | 2022                                                       |                        |                      |
| Bebeto                     | Belo Horizonte, MG           | 1        | 2022                                                       |                        |                      |
| Daniel Soranz              | Vassouras, RJ                | 1        | 2022                                                       |                        |                      |
| Danielle Cunha             | Rio de Janeiro, RJ           | 1        | 2022                                                       |                        |                      |
| Dimas Gadelha              | Sousa, PB                    | 1        | 2022                                                       |                        |                      |
| Eduardo Bandeira de Mello  | Rio de Janeiro, RJ           | 1        | 2022                                                       |                        |                      |
| Eduardo Pazuello           | Rio de Janeiro, RJ           | 1        | 2022                                                       |                        |                      |
| Henrique Vieira            | Niterói, RJ                  | 1        | 2022                                                       |                        |                      |
| Jorge Braz                 | Palma, MG                    | 1        | 2022                                                       |                        |                      |
| José Portugal Neto         | Rio de Janeiro, RJ           | 1        | 2022                                                       |                        |                      |
| Luciano Vieira             | Rio de Janeiro, RJ           | 1        | 2022                                                       |                        |                      |
| Marcelo Crivella           | Rio de Janeiro, RJ           | 1        | 2022                                                       |                        |                      |
| Marcelo Queiroz            | Rio de Janeiro, RJ           | 1        | 2022                                                       |                        |                      |
| Marcos Tavares             | Duque de Caxias, RJ          | 1        | 2022                                                       |                        |                      |
| Max Lemos                  | Queimados, RJ                | 1        | 2022                                                       |                        |                      |
| Murillo Gouvea             | Rio de Janeiro, RJ           | 1        | 2022                                                       |                        |                      |
| Reimont                    | Conceição do Mato Dentro, MG | 1        | 2022                                                       |                        |                      |
| Roberto Monteiro           | Rio de Janeiro, RJ           | 1        | 2022                                                       |                        |                      |
| Tarcísio Motta             | Petrópolis, RJ               | 1        | 2022                                                       |                        |                      |
| Washington Quaquá          | São Gonçalo, RJ              | 1        | 2022                                                       | [ nota 69 ]            | [ 68 ]               |
| Fontes:                    |                              |          |                                                            |                        |                      |

## Mandatos nas duas casas
Foram eleitos alternadamente senador e deputado federal pelo Rio de Janeiro os seguintes políticos: Aarão Steinbruch, Amaral Peixoto, Arolde de Oliveira, Artur da Távola, Benedita da Silva, Benjamin Farah, Francisco Dornelles, Hamilton Nogueira, Lindbergh Farias, Marcelo Crivella, Mário Martins, Miguel Couto Filho, Nelson Carneiro, Paulo Fernandes, Paulo Torres, Pereira Pinto, Romário, Saturnino Braga, Vasconcelos Torres.

## Origem dos parlamentares do estado
| Origem  | Senadores | Percentual |
| ------- | --------- | ---------- |
| RJ      | 04        | 50%        |
| RS      | 03        | 37,50%     |
| MG      | 01        | 12,50%     |
| Total   | 08        | 100%       |
| Fontes: |           |            |

| Origem  | Deputados | Percentual |
| ------- | --------- | ---------- |
| RJ      | 22        | 45,83%     |
| MG      | 06        | 12,50%     |
| RS      | 05        | 10,42%     |
| PE      | 04        | 8,33%      |
| BA      | 03        | 6,25%      |
| CE      | 02        | 4,17%      |
| MA      | 01        | 2,08%      |
| MS      | 01        | 2,08%      |
| PA      | 01        | 2,08%      |
| PB      | 01        | 2,08%      |
| PI      | 01        | 2,08%      |
| SP      | 01        | 2,08%      |
| Total   | 48        | 99,98%     |
| Fontes: |           |            |

| Origem  | Senadores | Percentual |
| ------- | --------- | ---------- |
| AL      | 01        | 16,66%     |
| BA      | 01        | 16,66%     |
| MS      | 01        | 16,66%     |
| RJ      | 01        | 16,66%     |
| RS      | 01        | 16,66%     |
| SP      | 01        | 16,66%     |
| Total   | 06        | 99,96%     |
| Fontes: |           |            |

| Origem  | Deputados | Percentual |
| ------- | --------- | ---------- |
| RJ      | 27        | 48,22%     |
| MG      | 07        | 12,50%     |
| SP      | 04        | 7,14%      |
| BA      | 03        | 5,35%      |
| MS      | 03        | 5,35%      |
| RS      | 03        | 5,35%      |
| CE      | 02        | 3,57%      |
| PE      | 02        | 3,57%      |
| AC      | 01        | 1,79%      |
| AM      | 01        | 1,79%      |
| PA      | 01        | 1,79%      |
| PB      | 01        | 1,79%      |
| n/d     | 01        | 1,79%      |
| Total   | 56        | 100%       |
| Fontes: |           |            |

| Origem  | Senadores | Percentual |
| ------- | --------- | ---------- |
| RJ      | 15        | 65,22%     |
| MG      | 03        | 13,04%     |
| RS      | 03        | 13,04%     |
| BA      | 01        | 4,35%      |
| PB      | 01        | 4,35%      |
| Total   | 23        | 100%       |
| Fontes: |           |            |

| Origem   | Deputados | Percentual |
| -------- | --------- | ---------- |
| RJ       | 275       | 73,53%     |
| MG       | 24        | 6,42%      |
| RS       | 14        | 3,74%      |
| SP       | 11        | 2,94%      |
| BA       | 10        | 2,67%      |
| ES       | 05        | 1,34%      |
| PB       | 05        | 1,34%      |
| AL       | 04        | 1,07%      |
| CE       | 04        | 1,07%      |
| MS       | 03        | 0,80%      |
| PE       | 03        | 0,80%      |
| MA       | 02        | 0,53%      |
| MT       | 02        | 0,53%      |
| PR       | 02        | 0,53%      |
| SE       | 02        | 0,53%      |
| AC       | 01        | 0,27%      |
| GO       | 01        | 0,27%      |
| PA       | 01        | 0,27%      |
| PI       | 01        | 0,27%      |
| RN       | 01        | 0,27%      |
| SC       | 01        | 0,27%      |
| Chile    | 01        | 0,27%      |
| Portugal | 01        | 0,27%      |
| Total    | 374       | 100%       |
| Fontes:  |           |            |